# ピアーナ・デッリ・アルバネージ
ピアーナ・デッリ・アルバネージ（イタリア語: Piana degli Albanesi ; アルバニア語: Hora e Arbëreshëvet）は、イタリア共和国シチリア自治州パレルモ県にある、人口約6,100人の基礎自治体（コムーネ）。
アルバレシュ人と呼ばれるアルバニア系住民のコミュニティがある。

## 地理

### 位置・広がり
パレルモ県西部のコムーネ。州都・県都パレルモから南南西へ15km、コルレオーネから北へ20km、アルカモから東へ28kmの距離にある。

#### 隣接コムーネ
隣接するコムーネは以下の通り。
- アルトフォンテ
- モンレアーレ
- サンタ・クリスティーナ・ジェーラ

## 行政

### 分離集落
ピアーナ・デッリ・アルバネージには、以下の分離集落（フラツィオーネ）がある。
- Rossella, Bacino Scansano (area speciale), Lago di Piana degli Albanesi (area speciale)

## 歴史
ピアーナ・デッリ・アルバネージの起源は、15世紀半ばにさかのぼる。バルカン半島に侵攻しキリスト教信仰を冒していたイスラムのオスマン帝国から逃れるため、エピルスやモレアからやってきたギリシャ系アルバニア人の集団が、イタリアへ移ったのである。この脱出はビザンティン帝国の敗北と、スカンデルベグの死後に始まった。
住民がギリシャ語を用いるビザンツ典礼を行っていたことから、小さなまちの名はピアーナ・デイ・グレシ（Piana dei Greci）と呼ばれるようになった。しかし、ファシスト政権時代に現在の名称に改められた。

## 社会
隣接するサンタ・クリスティーナ・ジェーラや、県南西部のコンテッサ・エンテッリーナとともに、アルバレシュ人と呼ばれるアルバニア系住民のコミュニティがある。

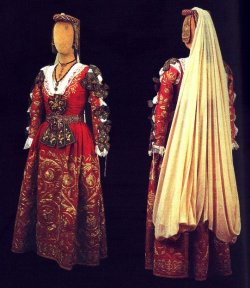
復活祭での伝統装束